# Scalmicauda adusta
Scalmicauda adusta är en fjärilsart som beskrevs av Sergius G. Kiriakoff 1963. Scalmicauda adusta ingår i släktet Scalmicauda och familjen tandspinnare. Inga underarter finns listade.